# Havre-Caumartin
Havre — Caumartin è una stazione delle linee 3 e 9 della metropolitana di Parigi ed è ubicata nel IX arrondissement di Parigi.

## La stazione
La stazione Caumartin è stata inaugurata il 19 ottobre 1904, in occasione dell'apertura della prima tratta della linea 3 fra le stazioni di Avenue de Villiers (oggi Villiers) e Père Lachaise. Essa acquisì il nome attuale nel 1926.
Si trova all'intersezione di rue de Caumartin e boulevard Haussmann e a un centinaio di metri da rue du Havre.
La rue du Havre conduce all'ingresso della gare Saint-Lazare.
Il nome della stazione è un omaggio al marchese di Saint-Ange, Antoine-Louis Lefebvre de Caumartin che fu prevosto a Parigi nel XVIII secolo.

## Interconnessioni
- RER A e RER E
- Bus RATP - 20, 21, 22, 24, 26, 27, 29, 32, 43, 53, 66, 81, 95, Roissybus
- Noctilien - N15, N16

## Galleria d'immagini

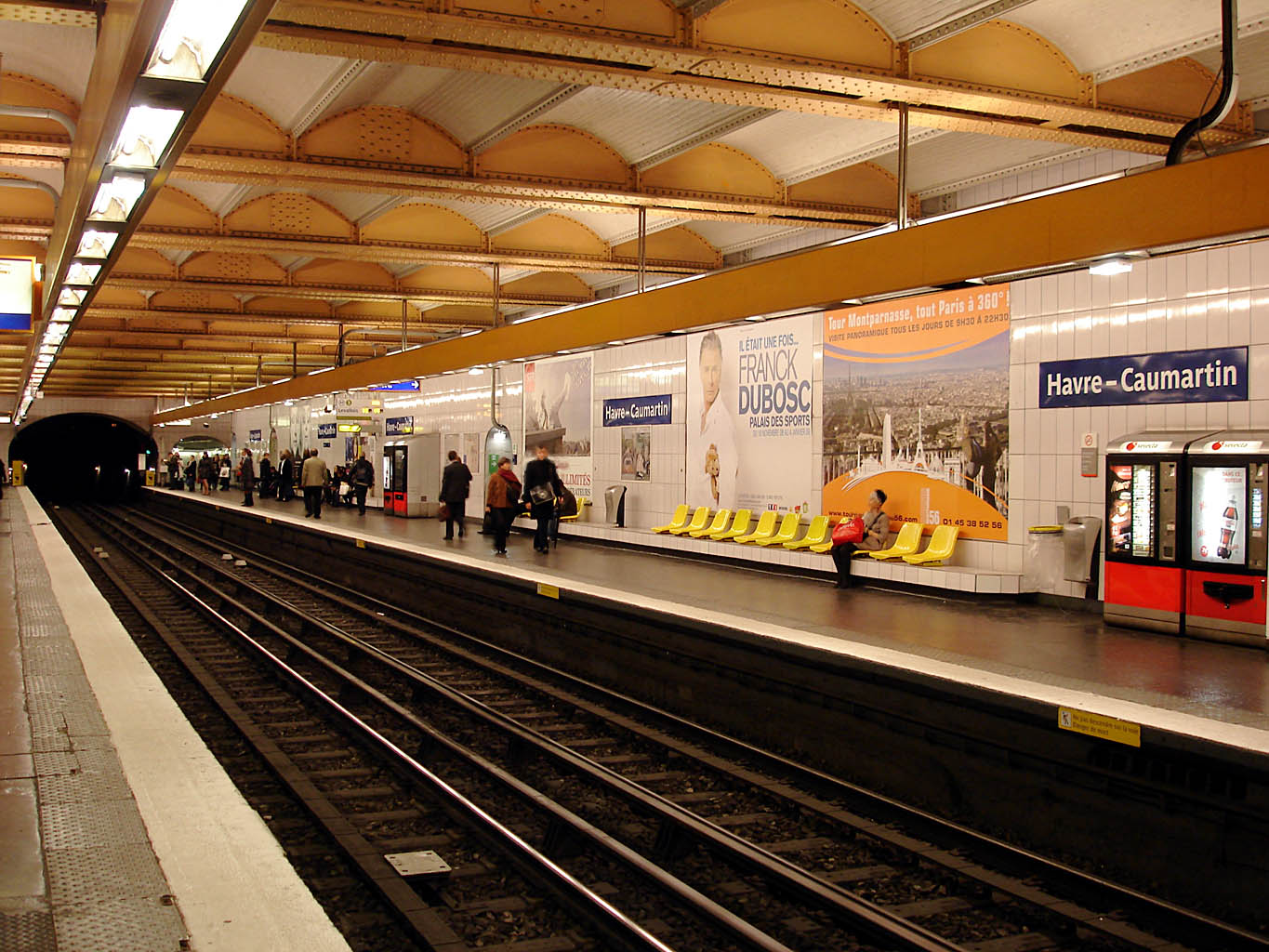
Banchina della linea 3
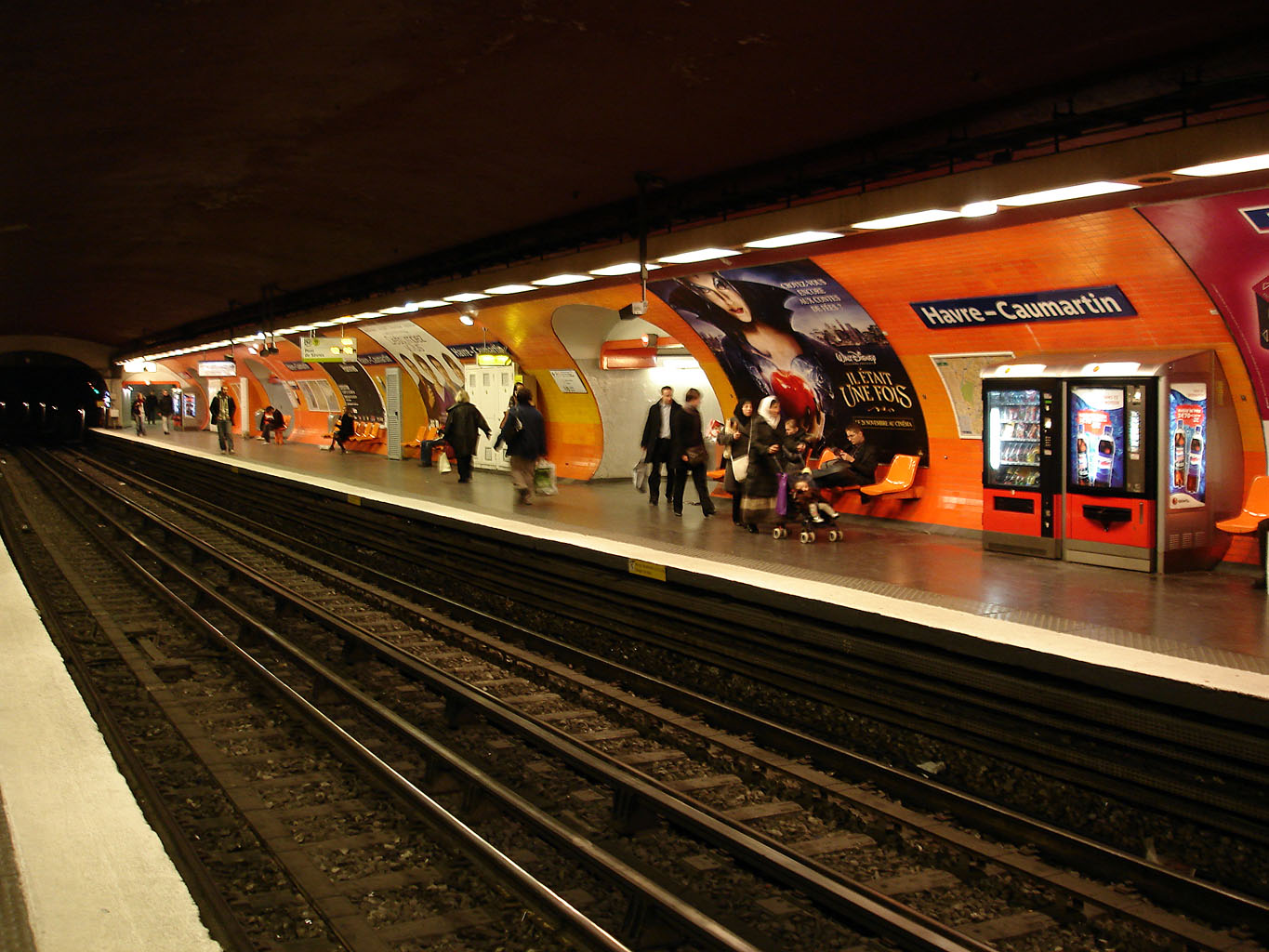
Banchina della linea 9